# Мухрани (село)
Мухрани (груз. მუხრანი — дубрава) — селение во Мцхетском муниципалитете края Мцхета-Мтианети Грузии. Располагается на территории исторической области Мухрани.

## История
Образовалось на месте села Шиосубани после постройки в 1733 году Мухранской крепости. В 1756 году крепость была возобновлена князем Константином Мухранским.
В село в гости к хозяевам в 1883 году приезжал великий русский драматург А. Н. Островский.

## Экономика
Также в селе работает птицеводческая ферма.

### Виноделие
В районе развито виноградарство.

## Образование
В 2008 году в селе была открыта восстановленная публичная школа.

## Достопримечательности

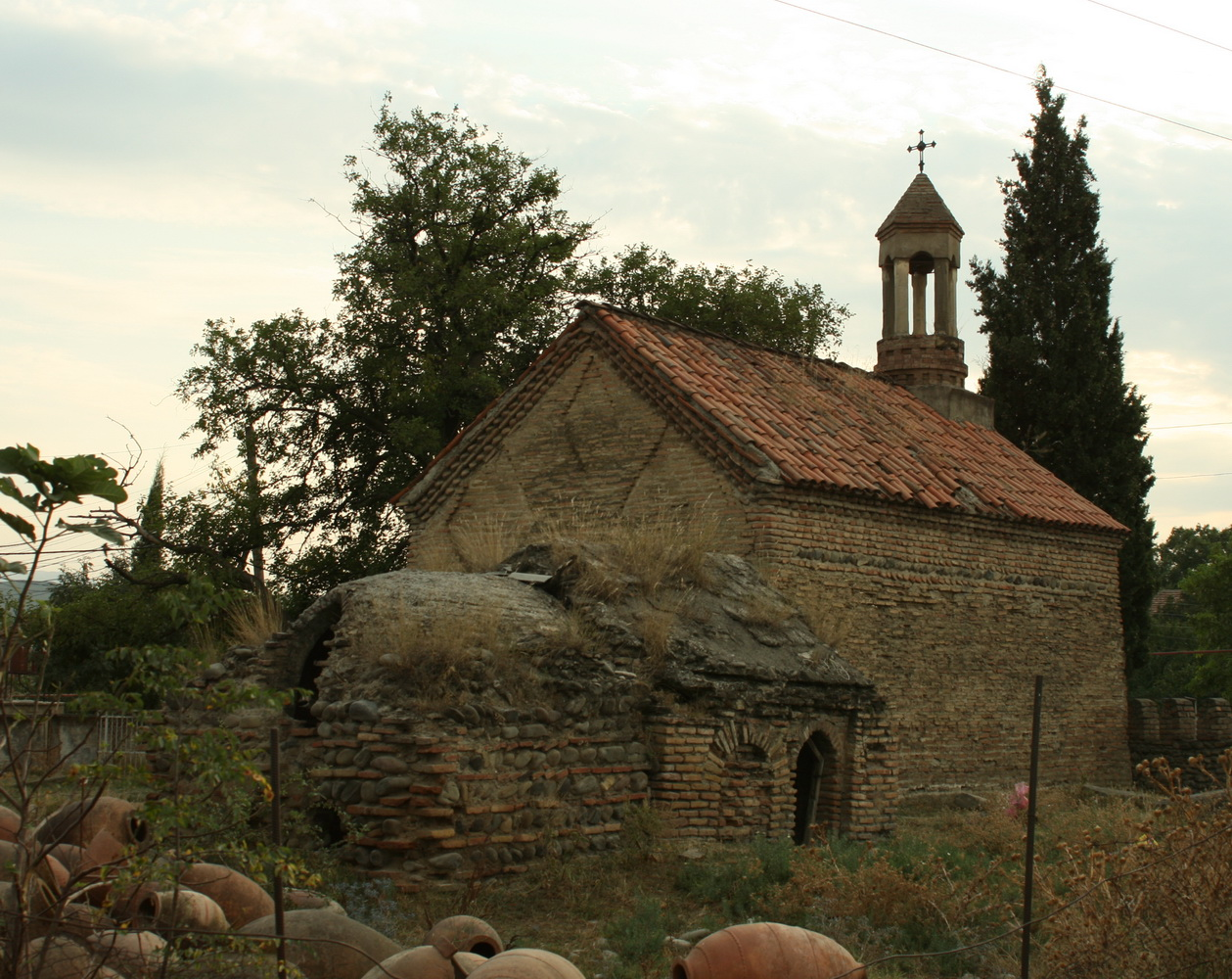
Храм Цминда гиорги в Мухрани

Сохранился замок князей Багратион-Мухранских и поздняя усадьба, построенная в XVI веке, с парком. Мухранская крепость, одна из самых больших средневековых крепостей Грузии.